# Championnat d'Union soviétique de football 1984
Navigation
Saison 1983 Saison 1985
La saison 1984 de Vyschaïa Liga est la 47e édition du championnat d'URSS de football.
Lors de cette saison, le Dniepr Dniepropetrovsk va tenter de conserver son titre de champion d'URSS face aux 17 meilleurs clubs soviétiques lors d'une série de matchs aller-retour se déroulant sur toute l'année. 
Quatre places sont qualificatives pour les compétitions européennes, la cinquième place étant celle du vainqueur de la Coupe d'URSS 1984-1985.

## Qualifications en Coupe d'Europe
À l'issue de la saison, le champion participera à la Coupe des clubs champions 1985-1986.
Le vainqueur de la Coupe d'URSS 1984-1985 participera à la Coupe des coupes 1985-1986, si ce club est le champion, alors le finaliste de la coupe le remplacera.
Les trois places pour la Coupe UEFA 1985-1986 sont attribuées aux deuxième, troisième et quatrième du championnat si ceux-ci ne sont pas les vainqueurs de la coupe, si c'est effectivement le cas la place reviendra au cinquième.

## Clubs participants

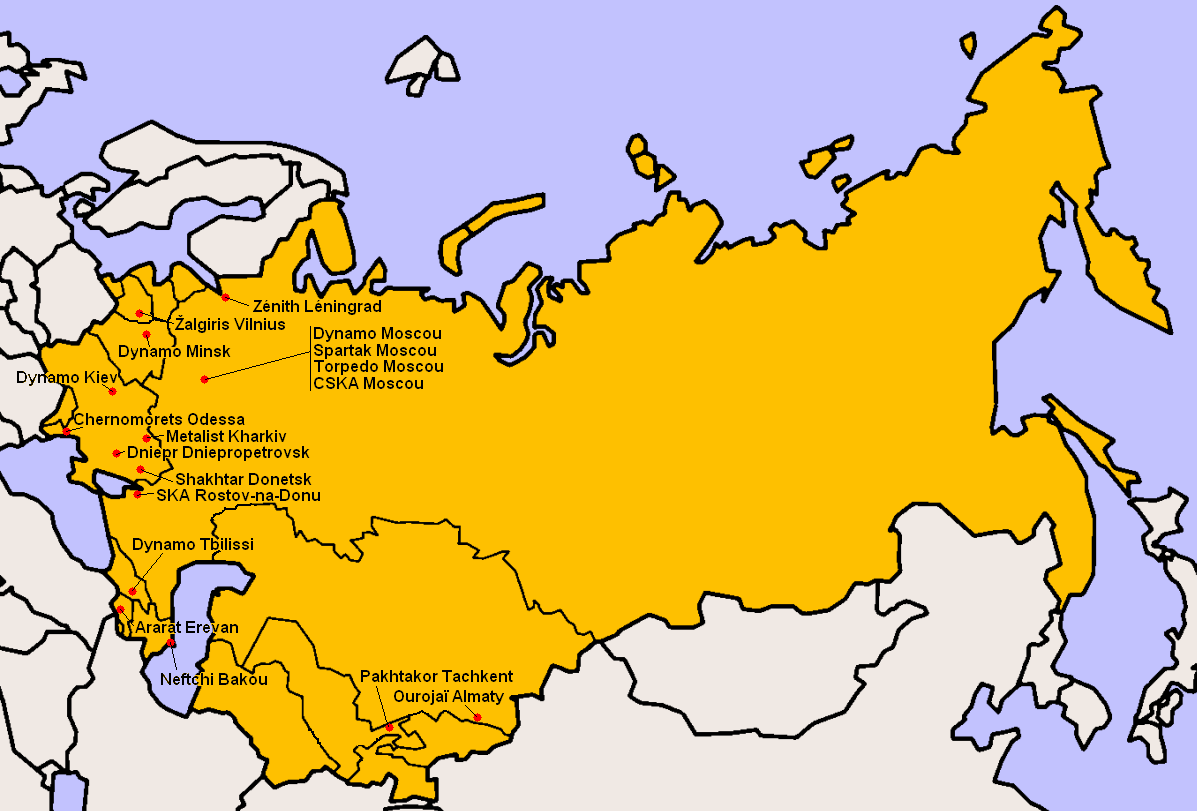
Localisation des clubs engagés dans le championnat.

Légende des couleurs
- Premier tour de la Coupe des clubs champions 1984-1985
- Premier tour de la Coupe des coupes 1984-1985
- Premier tour de la Coupe UEFA 1984-1985
- Promu de deuxième division

| Club                   | Présent depuis | Classement 1983 | Entraîneur                 | Stade                 | Capacité |
| ---------------------- | -------------- | --------------- | -------------------------- | --------------------- | -------- |
| Dniepr Dniepropetrovsk | 1981           | 1er             | Volodymyr Iemets (uk)      | Stade Meteor          | 26 400   |
| Spartak Moscou         | 1978           | 2e              | Konstantin Beskov          | Stade central Lénine  | 84 745   |
| Dinamo Minsk           | 1979           | 3e              | Beniamin Arzamastsev (ru)  | Stade Dinamo          | 41 100   |
| Zénith Léningrad       | 1938           | 4e              | Pavel Sadyrine             | Stade Kirov           | 72 000   |
| Žalgiris Vilnius       | 1983           | 5e              | Algimantas Liubinskas (en) | Stade Žalgiris (en)   | 15 000   |
| Torpedo Moscou         | 1938           | 6e              | Valentin Ivanov            | Stade Torpedo         | 16 000   |
| Dynamo Kiev            | 1936           | 7e              | Valeri Lobanovski          | Stade républicain     | 83 450   |
| Tchernomorets Odessa   | 1974           | 8e              | Viktor Prokopenko          | Stade central         | 30 800   |
| Chakhtior Donetsk      | 1973           | 9e              | Viktor Nosov (en)          | Stade Chakhtior       | 31 800   |
| Pakhtakor Tachkent     | 1978           | 10e             | Ishtvan Sekech (en)        | Stade Pakhtakor       | 60 000   |
| Metallist Kharkov      | 1982           | 11e             | Yevhen Lemeshko (en)       | Stade Metallist       | 28 000   |
| CSKA Moscou            | 1954           | 12e             | Iouri Morozov              | Stade central Lénine  | 84 745   |
| Neftchi Bakou          | 1977           | 13e             | Ruslan Abdullayev (az)     | Stade Vladimir Lénine | 30 000   |
| Ararat Erevan          | 1966           | 14e             | Nikita Simonian            | Stade Hrazdan         | 69 000   |
| Dinamo Moscou          | 1936           | 15e             | Aleksandr Sevidov          | Stade Dinamo          | 36 540   |
| Dinamo Tbilissi        | 1936           | 16e             | David Kipiani              | Stade Lénine-Dinamo   | 55 000   |
| Kaïrat Almaty          | 1984           | 1er (D1)        | Leonid Ostrouchko (ru)     | Stade central         | 26 300   |
| SKA Rostov             | 1984           | 2e (D2)         | Piotr Choubine (en)        | Stade central (en)    | 27 300   |

### Changements d'entraîneurs
| Club          | Entraîneur partant | Date de départ | Entraîneur arrivant    | Date d'arrivée |
| ------------- | ------------------ | -------------- | ---------------------- | -------------- |
| Neftchi Bakou | Kazbek Tuaev       | juillet 1984   | Ruslan Abdullayev (az) | août 1984      |

## Compétition

### Classement
En application de la Loi des 10 nuls, le Dinamo Minsk et le Dynamo Kiev se voient retirer trois points pour avoir effectué 13 nuls dans la saison. Le Žalgiris Vilnius se voit retirer un point pour les 11 nuls effectués dans la saison. 